# Awoulaba

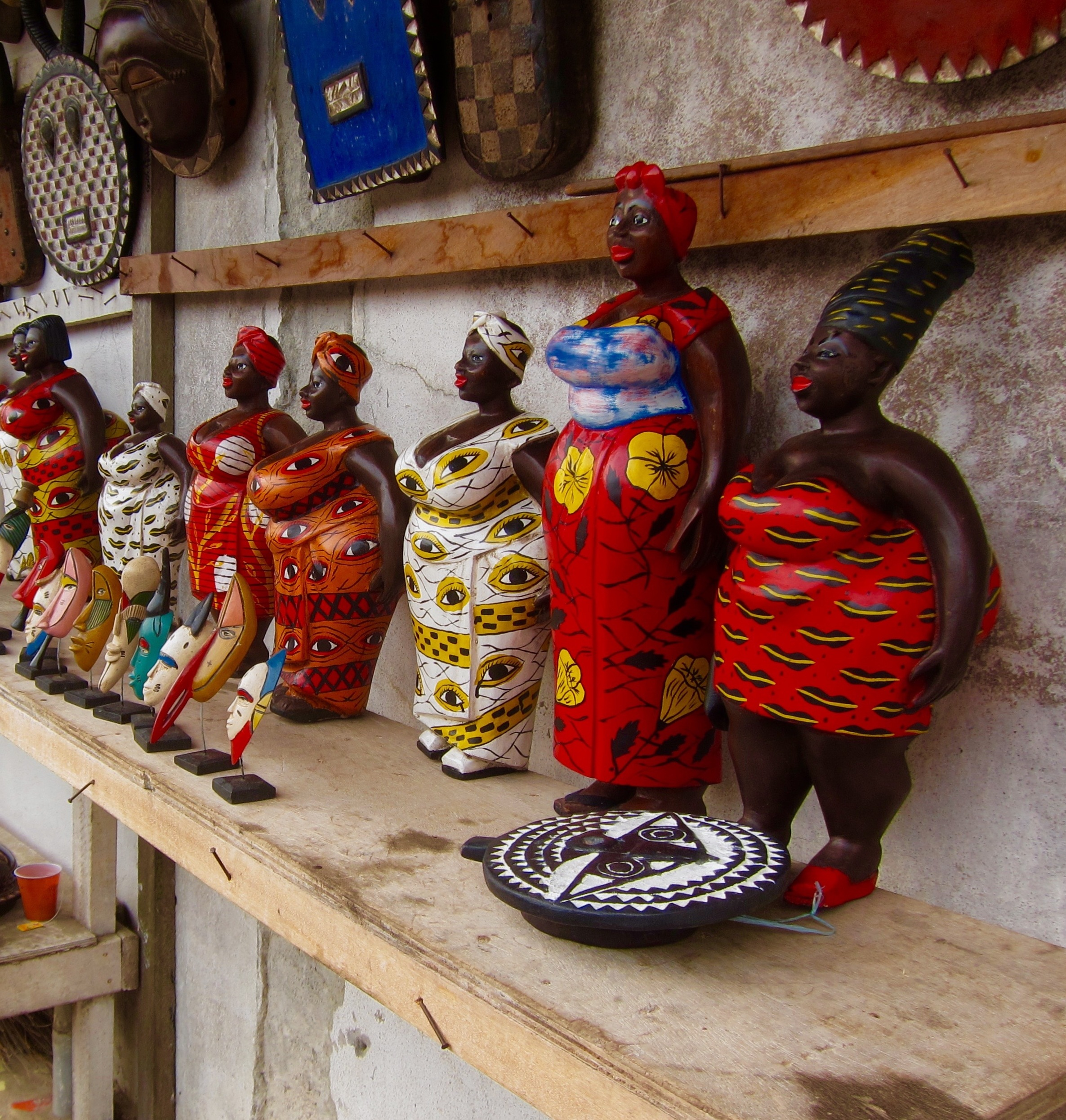
Figurky odpovídající představě o kráse podle awoulaba

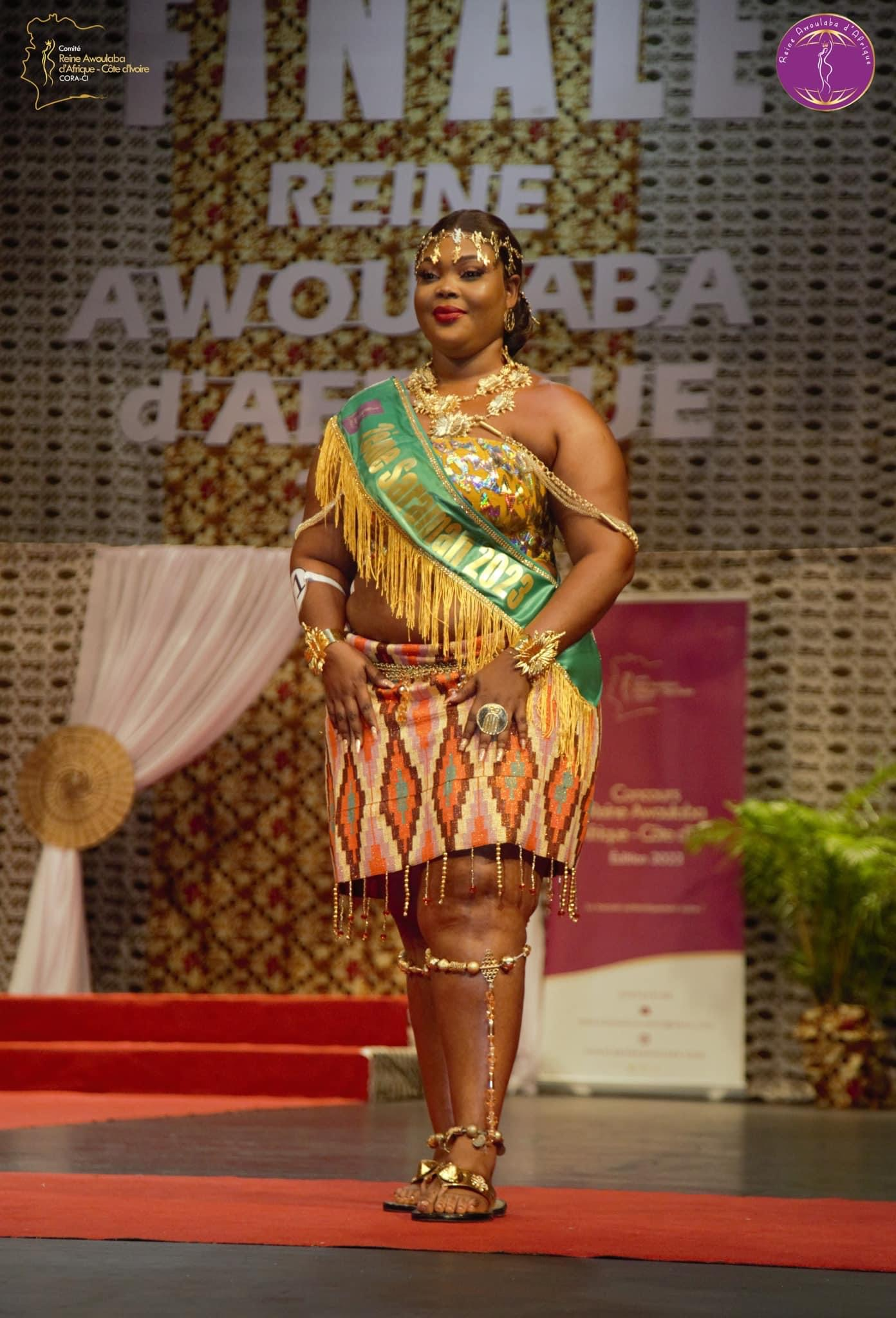
Jedna z účastnic soutěže Miss Awoulaba

Awoulaba je v jazyce Baoulé z Pobřeží slonoviny termín znamenající královna krásy, který označuje ženy s baculatým tělem s výraznými křivkami. Termín nezdůrazňuje obezitu, klade důraz spíše na přednosti velkých hýždí a širokých boků. Fotografka z Pobřeží slonoviny Joana Choumali popisuje ženy Awoulaba jako „krásné ženy působivých rozměrů s tváří s jemnými rysy, velkými prsy, dobře vyznačeným pasem a především s velkým zadkem“.
Od roku 2011 lokálně vyráběné krejčovské panny s podobou Awoulaby se rozšířily v mnoha obchodech s oblečením v Abidžanu a odlišují se od zahraničních importovaných figurín, které zobrazují štíhlé ženy (popisované jako Taille Fine, tj. úzký pas). Snaha žen v Abidžanu a dalších západoafrických městech získat postavu odpovídající typu Awoulaba, s výraznými křivkami a velkými hýžděmi, se v regionu pojí s některými zdravotními problémy, jako je nadváha, metabolický syndrom a používání karcinogenních kosmetických produktů, které jsou propagovány jako podpůrný prostředek pro velké hýždě.

## Miss Awoulaba
Miss Awoulaba je soutěž krásy, která se koná od začátku 80. let 20. století v Abidžanu a která byla odměnou za „fyzickou harmonii a přirozené kouzlo pro ženy s výrazným pozadím“, které jsou tak obrazem „autentické africké krásy“. Soutěž Miss Awoulaba byla organizována jako alternativa k soutěži Miss Pobřeží slonoviny, která byla obviňována z upřednostňování západního vzoru krásy. Ženy a dívky usilující o titul Miss Awoulaba musely mít výraznější proporce a výraznější křivky, musely také mít černé vlasy a nosit tradiční účesy a oblečení.

### Ceny
V roce 2015 první dáma Pobřeží slonoviny Dominique Folloroux-Ouattara nabídla finanční odměnu 5,5 milionu franků CFA, které měly být rozděleny mezi tři nejlepší soutěžící. V roce 2017 byla nabídnutá částka 1,5 milionu. Vítězce ročníku pořádaném v roce 2019 byla jako hlavní cena slíbeno vozidlo Citroën C4.